# خير الدين الزركلي
خير الدين الزِّرِكْلي (بكسر الزاي والراء وسكون الكاف) (1310- 1396 هـ / 1893- 1976 م) باحث مؤرِّخ وأديب شاعر، وكاتب قومي سوري، حصل على الجنسية السعودية. تنقل في عدد من البلاد العربية بين دمشق ومكة المكرّمة والرياض والمدينة المنوَّرة وعمَّان وبيروت والقاهرة، وغيرها. هاجم في شعره الاستعمار الفرنسي، وتعاون مع المجاهدين في مقاومة الفرنسيين، فحكموا عليه بالإعدام أكثر من مرَّة، وكان يفلت من أيديهم في كل مرة، ويهجوهم هجاءً مُرًّا.
عمل في السلك الدبلوماسي السعودي، وشغل منصب وزير مفوض ومندوب للسعودية في جامعة الدول العربية، وفي عام 1957 عُيّن سفيرًا للسعودية في المملكة المغربية، وكان هذا آخرَ ما شغل من المناصب.
أصدر للصِّحافة كلًّا من صحيفة الحياة في القدس، وصحيفة لسان العرب، ومجلة الأصمعي، وصحيفة المُفيد في دمشق. وله في الطباعة والنشر المطبعة العربية التي أسسها في القاهرة، ومن أشهر مؤلفاته كتاب (الأعلام) وهو من أكبر كتب التراجم العربية في العصر الحديث، قضى في تأليفه وإغنائه نحو 60 عامًا، إضافة إلى نحو 10 مؤلفات أُخرى، منها (ديوان الزركلي) الذي جُمعت فيه قصائده ونُشرت بعد وفاته عام 1980.

## مولده ونشأته

خير الدين باللباس العربي

وُلد خير الدين بن محمود بن محمد بن علي بن فارس الزِرِكْلِيّ في بيروت بتاريخ 9 من ذي الحجة 1310هـ الموافق 25 يونيو (حَزِيران) 1893م، لأسرة دمشقية من أصل كردي، وكان والده تاجرًا دمشقيًا معروفًا. نشأ في دمشق وتعلَّم في مدارسها الأهلية وأخذ عن معلميها الكثير من العلوم ولا سيَّما الأدبية منها. كان مولعًا في صغره بكتب الأدب، وقال الشعر في صباه.
أتم دراسته (القسم العلمي) في المدرسة الهاشمية بدمشق، ثم عمل فيها مدرساً بعد التخرج، كما أصدر مجلة الأصمعي الأسبوعية فصادرتها الدولة العثمانية، وانتقل إلى بيروت لدراسة الآداب الفرنسية في الكلية العلمانية (اللاييك)، وبعد التخرج عُيّن في نفس الكلية أستاذاً للتاريخ والأدب العربي.
بعد الحرب العالمية الأولى، أصدر في دمشق جريدة يومية أسماها (لسان العرب) إلاّ أنها أُقفلت، ثم شارك في إصدار جريدة المفيد اليومية وكتب فيها الكثير من المقالات الأدبية والاجتماعية.
على أثر معركة ميسلون ودخول الفرنسيين إلى دمشق حُكم عليه من قبل السلطة الفرنسية بالإعدام غيابياً وحجز أملاكه إلاّ إنه كان مغادراً دمشق إلى فلسطين، ثم مصر فالحجاز.
سنة 1921م تجنس الزركلي بالجنسية العربية في الحجاز، وانتدبه الملك حسين بن علي لمساعدة ابنه الأمير عبد الله بإنشاء الحكومة الأولى في عمّان، حيث كلّف بمنصب مفتش عام في وزارة المعارف ثم رئيساً لديوان الحكومة (1921ـ 1923). ولقد ألغت الحكومة الفرنسية قرار الإعدام على الزركلي فرجع إلى بلده سورية، وأنشأ المطبعة العربية في مصر حيث طبع فيها بعض كتبه وكتباً أخرى. أصدر في القدس مع رفيقين له جريدة (الحياة) اليومية، إلاّ أن الحكومة الإنجليزية عطّلتها فأنشأ جريدة يومية أخرى في يافا، واختير عضواً في المجمع العلمي العربي بدمشق سنة 1930م.
عينه الأمير فيصل بن عبد العزيز آل سعود سنة 1934 مستشاراً للوكالة ثم (المفوضية) العربية السعودية بمصر، كما عُيّن مندوباً عن السعودية في مداولات إنشاء جامعة الدول العربية، ثم كان من الموقعين على ميثاقها. مثّل الأمير فيصل آل سعود في عدة مؤتمرات دولية، وشارك في الكثير من المؤتمرات الأدبية والاجتماعية، وفي عام 1946م عين وزيراً للخارجية في الحكومة السعودية متناوباً مع الشيخ يوسف ياسين، وكذلك متناوباً معه العمل في جامعة الدول العربية، واختير في نفس العام عضواً في مجمع اللغة العربية بمصر.
عام 1951م عُيّن وزيراً مفوضاً ومندوباً دائماً للسعودية لدى جامعة الدول العربية، وهناك باشر بطبع مؤلفه (الأعلام). من عام 1957م وحتى عام 1963، عين سفيراً ومندوباً بالمرتبة الممتازة (حسب التصنيف الرسمي) للحكومة السعودية في المغرب كما انتخب في المجمع العلمي العراقي سنة 1960م.
منحته الحكومة السعودية بسبب مرض ألمّ به إجازة للراحة والتداوي غير محدودة، فأقام في بيروت ودمشق يزورها بين الحين والآخر وعكف على إنجاز كتاب في سيرة عاهل الجزيرة الأول الملك عبد العزيز آل سعود وأخذ يقوم من حين لآخر برحلات إضافة لدمشق إلى موطنه الثاني السعودية والقاهرة وتركيا وإيطاليا وسويسرا. قام برحلات إلى الخارج يذكر أنها أفادته كثيراً:
- إلى إنجلترا سنة (1946) ومنها إلى فرنسا، ممثّلا للحكومة السعودية في اجتماعات المؤتمر الطبي الأول في باريس.
- إلى الولايات المتحدة الأمريكية سنة (1947) بمهمة رسمية غير سياسية، حضر خلالها بعض اجتماعات هيئة الأمم المتحدة.
- إلى أثينا العاصمة اليونانية سنة (1954) بصفة وزير مفوض ومندوب فوق العادة وجعل طريق عودته منها إلى إستنابول لزيارة بعض مكتباتها.
- إلى تونس سنة (1955) مندوباً لحضور مؤتمر أقامه الحزب الدستوري فيها، ومنها إلى إيطاليا لزيارة أهم مكتباتها.

كان شاعراً مجيداً، ومؤرخاً ثقة، ويكفيه أنه صاحب الأعلام. قام خير الدين الزركلي في مصر بدور مميز في تنفيذ المهمات القومية السياسية والإعلامية، وذلك من خلال اللقاءات والاجتماعات وكتابة المقالات ونشر الأشعار القومية والوطنية. وتناول الزركلي المستعمرين وأذنابهم بنبرة حادة خشيها الفرنسيون في سوريا كثيراً، فحكموا عليه غيابياً بالإعدام وبحجز أملاكه، وقد تلقى الزركلي النبأ برباطة جأش وقال:
عندما انطلقت الثورة السورية عام 1925م، انطلقت ثورة الزركلي الشعرية بكل لهيبها وروحيتها العربية، فأخذ ينظم القصائد ويرسلها إلى دمشق إماّ منشورة على صفحات الجرائد السورية والمصرية، وإماّ بوسائل النقل الأخرى، فأصبحت أبيات قصائده الوطنية على ألسنة الناس يتغنون بها في شوارع المدن السورية. كانت ردود الفعل الفرنسية أقوى من ردود فعلها عام 1920م فأذاعت حكماً عليه ثانياً غيابياً بالإعدام، وطالبت الحكومة المصرية بإسكاته أو طرده من مصر غير أن الزركلي لم يكترث وظل يرسل قصائده الوطنية من القاهرة سراً، شاحذاً همم العرب حتى لا يسكتوا على الاستعمار ولا يتوانى أحدهم عن النضال. يقول:
بنى الزركلي علاقات حميمة مع الكتاب والشعراء والمفكرين في مصر، من منطلق أهمية الكلمة التحضيرية في تعزيز الشعور الوطني والقومي في نفوس الجماهير العربية التي تعيش الهم القومي بكل جوانبه من هؤلاء الشاعر أحمد شوقي الذي ألقى قصيدته في حفل أقيم في القاهرة عام 1926، لإعانة المتضررين في سوريا حين قامت وانطلقت الثورة السورية الثورة ضد المستعمر الفرنسي والتي مطلعها:
يشخص الزركلي صورة الدأب العلمي المنتج في كتابه الأعلام الذي جمع فيه فأوعى فكان بحق أيسر وأشمل معجم عربي مختصر في تاريخ الرجال. فكان الزركلي في حياته مثالاً: للثائر والشاعر والباحث.

## مؤلفاته
- كتاب الوَجيز في سِيرَة الملك عَبد العزيز: يعد من أوفى المصادر وأدقها في تاريخ الملك عبد العزيز وتاريخ المملكة العربية السعودية في عهده.
- كتاب الأعلام للزركلي، وهو قاموس تراجم لأشهر الرجال والنساء من العرب والمستعربين والمستشرقين يقع في ثمانية مجلدات. ويعد من أفضل الكتب العربية المؤلفة في مجال التراجم في العصر الحديث، وقضى الزركلي في تأليفه قرابة الستين عامًا، وتمتاز تراجمه ببساطة الأسلوب اللغوي وسلامته، والدقة في الكتابة والإحالة إلى مراجع الترجمة.[6]
- كتاب (ما رأيت وما سمعت)، سجل فيه أحداث رحلته من دمشق إلى فلسطين فمصر فالحجاز.
- الجزء الأول من ديوان أشعاره، وفيه بعض ما نظم من شعر إلى سنة صدوره (1925).
- كتاب (عامان في عمّان)، مذكرات الزركلي أثناء إقامته في عمّان وهو في جزأين.
- ماجدولين والشاعر، قصة شعرية قصيرة.
- كتاب شبه الجزيرة في عهد الملك بن عبد العزيز.
- الملك عبد العزيز في ذمة التاريخ.
- صفحة مجهولة من تاريخ سوريا في العهد الفيصلي.
- الجزء الثاني من ديوان أشعاره (1925ـ 1970).
- قصة تمثيلية نثرية أسماها (وفاء العرب).

## شعره
صدر لهُ ديوان، قال في شعره:
- ولهُ من قصيدة يحث فيها الأمير عبد الله على نجدة سوريا التي احتلها الفرنسيون يقول فيها:

## وفاته
توفي خير الدين الزركلي في القاهرة،  بتاريخ 3 من ذي الحِجَّة 1396هـ الموافق 25 نوفمبر 1976م.

## وصلات خارجية
- قراءة في تاريخ الزركلي وشعره وأعلامه